# Сент-Анастазі (Канталь)
Сент-Анастазі́ (фр. Sainte-Anastasie) — колишній муніципалітет у Франції, у регіоні Овернь-Рона-Альпи, департамент Канталь. Населення — 137 осіб (2011).
Муніципалітет був розташований на відстані близько 420 км на південь від Парижа, 70 км на південь від Клермон-Феррана, 50 км на північний схід від Оріяка.

## Історія
До 2015 року муніципалітет перебував у складі регіону Овернь. Від 1 січня 2016 року належав до нового об'єднаного регіону Овернь-Рона-Альпи.
1 грудня 2016 року Сент-Анастазі, Сель, Шалінарг, Шаваньяк i Нессарг-Муассак було об'єднано в новий муніципалітет Нессарг-ан-Пінатель.

## Демографія
Динаміка населення (INSEE ):
Розподіл населення за віком та статтю (2006):
| Стать | Всього | До 15 років | 15-24 | 25-44 | 45-64 | 65-85 | Понад 85 |
| --- | ------ | ----------- | ----- | ----- | ----- | ----- | -------- |
| Чоловіки | 76     | 4           | 8     | 24    | 24    | 16    | 0        |
| Жінки | 100    | 20          | 8     | 20    | 24    | 24    | 4        |
| \| Статево-вікова піраміда \| Статево-вікова піраміда \| Статево-вікова піраміда \| \| ----------------------- \| ----------------------- \| ----------------------- \| \| Чоловіки \| Вік \| Жінки \| \| 0 \| 85 + \| 4 \| \| 0 \| 80-84 \| 8 \| \| 0 \| 75-79 \| 4 \| \| 8 \| 70-74 \| 0 \| \| 8 \| 65-69 \| 12 \| \| 12 \| 60-64 \| 4 \| \| 0 \| 55-59 \| 12 \| \| 4 \| 50-54 \| 4 \| \| 8 \| 45-49 \| 4 \| \| 8 \| 40-44 \| 0 \| \| 4 \| 35-39 \| 4 \| \| 12 \| 30-34 \| 12 \| \| 0 \| 25-29 \| 4 \| \| 4 \| 20-24 \| 4 \| \| 4 \| 15-20 \| 4 \| \| 0 \| 10-14 \| 12 \| \| 0 \| 5-9 \| 4 \| \| 4 \| 0-4 \| 4 \| |        |             |       |       |       |       |          |
| Статево-вікова піраміда |        |             |       |       |       |       |          |
| Чоловіки | Вік    | Жінки       |       |       |       |       |          |
| 0 | 85 +   | 4           |       |       |       |       |          |
| 0 | 80-84  | 8           |       |       |       |       |          |
| 0 | 75-79  | 4           |       |       |       |       |          |
| 8 | 70-74  | 0           |       |       |       |       |          |
| 8 | 65-69  | 12          |       |       |       |       |          |
| 12 | 60-64  | 4           |       |       |       |       |          |
| 0 | 55-59  | 12          |       |       |       |       |          |
| 4 | 50-54  | 4           |       |       |       |       |          |
| 8 | 45-49  | 4           |       |       |       |       |          |
| 8 | 40-44  | 0           |       |       |       |       |          |
| 4 | 35-39  | 4           |       |       |       |       |          |
| 12 | 30-34  | 12          |       |       |       |       |          |
| 0 | 25-29  | 4           |       |       |       |       |          |
| 4 | 20-24  | 4           |       |       |       |       |          |
| 4 | 15-20  | 4           |       |       |       |       |          |
| 0 | 10-14  | 12          |       |       |       |       |          |
| 0 | 5-9    | 4           |       |       |       |       |          |
| 4 | 0-4    | 4           |       |       |       |       |          |

## Економіка
2010 року серед 82 осіб працездатного віку (15—64 років) 59 були активними, 23 — неактивними (показник активності 72,0%, у 1999 році було 66,7%). З 59 активних мешканців працювало 55 осіб (36 чоловіків та 19 жінок), безробітними було 4 (1 чоловік та 3 жінки). Серед 23 неактивних 4 особи були учнями чи студентами, 9 — пенсіонерами, 10 були неактивними з інших причин.

У 2010 році в муніципалітеті числилось 63 оподатковані домогосподарства, у яких проживали 148,0 особи, медіана доходів виносила 13 236,5 євро на одного особоспоживача